# 張慶惠
張慶惠（1942年6月19日—2022年8月19日），民主進步黨籍政治人物，桃園客家人，曾擔任國民大會代表與立法委員。其夫是1964年與彭明敏和謝聰敏共同發表《台灣人民自救宣言》的魏廷朝，其女是桃園市議員魏筠。
2022年8月19日於睡夢中離世，年80。

## 外部連結
- 立法院 （页面存档备份，存于）